# Spojené baltské vévodství
Spojené baltské vévodství (německy Vereinigtes Baltisches Herzogtum, též zkráceně jako Baltské vévodství, nebo v návaznosti na předchozí krátkodobý státní útvar Baltský stát) byl pokus baltských Němců o vytvoření státu vedeného německou aristokracií na území dnešního Estonska a Lotyšska v letech 1918 až 1919. Spojené baltské vévodství bylo vyhlášeno 22. září 1918 jako stát vzniklý sjednocením dvou přechodných státních útvarů, Vévodství Kuronsko a Zemgalsko a Baltského státu.

## Předchozí události
Před první světovou válkou bylo celé území dnešního Lotyšska a Estonska součástí Ruského impéria. Rusové se pokoušeli místní lotyšskou a estonskou populaci rusifikovat. Místní obyvatelé tak neměli žádnou moc na chodu území, které obývali. Po vypuknutí války Němci zaútočili na území Litvy a fronta se mezi carskou armádou a německým vojskem ustálila až na území dnešního Lotyšska. V na podzim 1915 tak fronta ležela na linii měst Riga – Daugavpils – Baranoviči.
Na začátku roku 1917 otřásla Ruskem Únorová revoluce. Byla svržena monarchie v čele s carem a revolucionáři vyhlásili republiku. Moci se chopila prozatímní vláda. Estonci reagovali na revoluční události vyhlášením autonomní gubernie v dubnu 1917. Estonská autonomní gubernie zabírala území bývalé livonské a estonské gubernie. Následná Říjnová revoluce na konci roku 1917 svrhla prozatímní vládu a do čela Ruska se dostali bolševici. Estonci využili chaosu, který zachvátil říši a prohlásili Národní shromáždění jedinou vládnoucí silou na území Estonska 28. listopadu 1917. Samotná nezávislost byla vyhlášena 24. února 1918. Stejným vývojem prošli i Lotyši. Národní shromáždění bylo vytvořeno 16. listopadu 1917 a prohlásilo se jedinou vládnoucí silou nad územím obývaným Lotyši. Nezávislé Lotyšsko bylo deklarováno 15. ledna 1918.
Němci taktéž využili chaosu v Rusku a zahájili v Pobaltí útok. Do konce února 1918 se německé armádě podařilo obsadit celé území livonské a estonské gubernie a vytvořili místní vojenskou vládu. V březnu 1918 byl mezi Německem a bolševickým Ruskem podepsán tzv. Brestlitevský mír, který ukončil válku na východní frontě a přiřkl Německu Finsko, část Polska, Ukrajinu, Bělorusko, Besarábii a celé Pobaltí.

## Vznik Baltského vévodství
Jako paralelní mocenské hnutí se vytvořilo pod kontrolou německých okupačních orgánů hnutí baltských Němců. Samotná rada byla vytvořena 12. dubna 1918 po naléhání německého císaře. Plánem bylo vytvořit z bývalých ruských provincií německý protektorát. Rada se skládala z 35 baltských Němců, 13 Estonců a 11 Lotyšů.
Dne 8. března respektive 12. dubna 1918 vyhlásili místní Němci Vévodství Kuronsko a Zemgalsko (Herzogtum Kurland) a Baltský stát (Baltischer Staat). Oba státy se prohlásily být v personální unii s Pruským královstvím, ačkoliv tento fakt nikdy německá vláda nepotvrdila. Hlavním městem byla zvolena Riga a stát byl rozdělen do sedmi kantonů, Kuronsko (Kurland), Riga, Letgalsko (Latgale, Lettgallen), Jižní Livonsko (Südlivland), Severní Livonsko (Nordlivland), Saaremaa (Ösel) a Estonsko (Estland).
Hlavou Spojeného baltského vévodství, tedy vévodou, byl zvolen Adolf Fridrich Meklenburský, jenž ale nebyl suverénním panovníkem, ale byl podřízený německému císaři, stejně jako bavorský nebo saský král. Vévoda Adolf Fridrich Meklenburský nikdy nenastoupil do úřadu, a tak za něj vládla regentská rada složená ze čtyř baltských Němců, tří Estonců a tří Lotyšů.

## Období po první světové válce

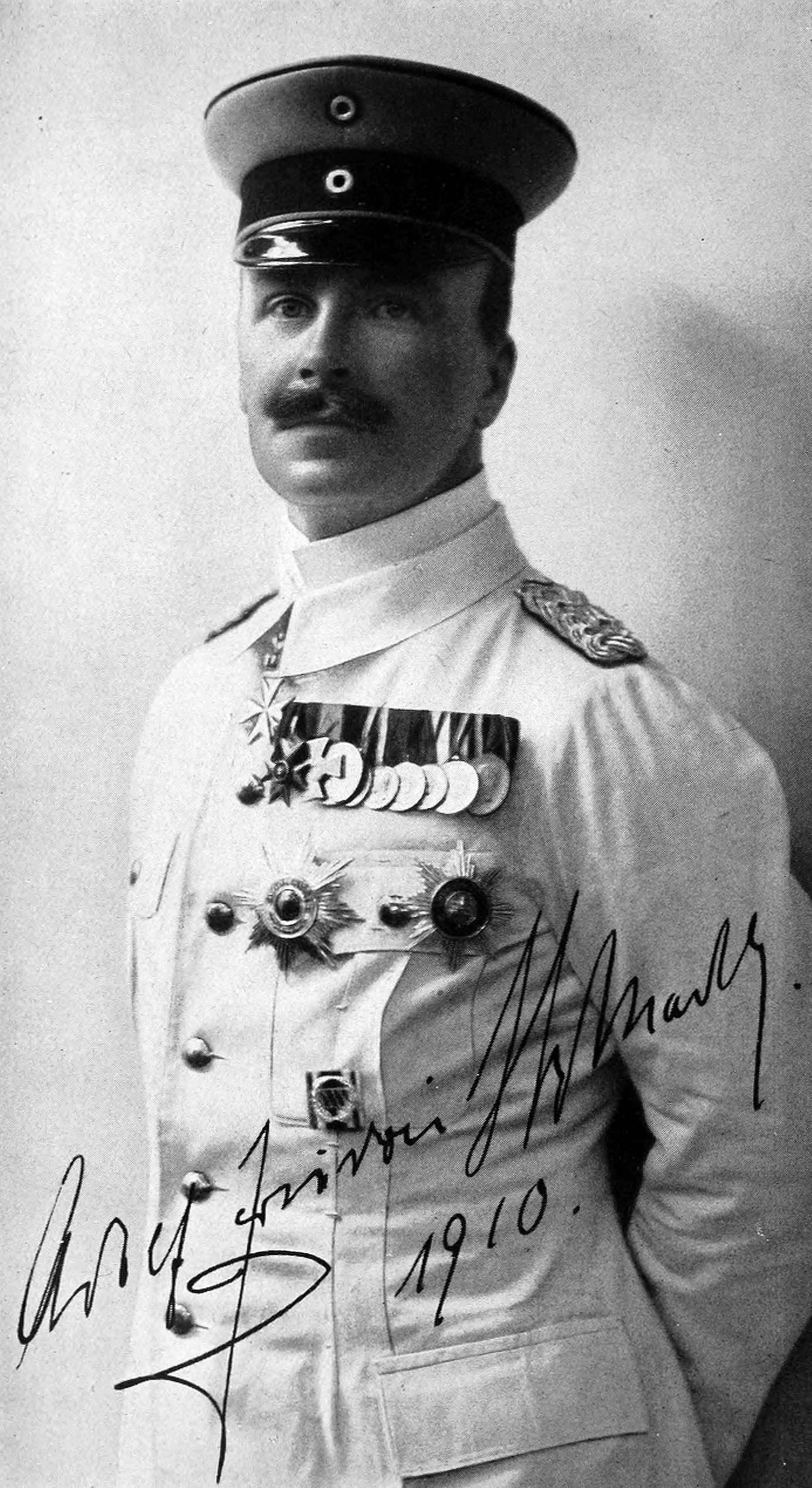
Adolf Fridrich Meklenburský, potenciální panovník Spojeného baltského vévodství

### Rozpad Baltského vévodství
Po porážce Německa ve válce v listopadu 1918 musela německá vojenská správa předat moc do rukou Lotyšům respektive Estoncům. Spojené baltské vévodství se v podstatě zhroutilo a jeho Regentská rada byla na konci listopadu 1918 rozpuštěna. Reakcí místních baltských Němců bylo vytvoření tzv. Baltské zeměbrany (Baltische Landeswehr). Velitelem se stal Alfred Fletcher. Někteří němečtí vojáci po podepsání příměří odmítli demobilizaci a vytvořili v Rize tzv. Železnou divizi (Eiserne Division). Vojsko bylo postupně doplňováno dobrovolníky přijíždějícími z Německa a velitelem se stal generál von der Goltz. Německé vojsku dostalo povolení od dohodových mocností k působení v Pobaltí. Jeho misí bylo uchránit nově vzniklé pobaltské státy před obsazením Rudou armádou.

### Útok Rudé armády
V prosinci 1918 zaútočili na území Lotyšska bolševici. Německá armáda se z obav před totální porážkou spojila proti bolševickému nebezpečí s Lotyši. Spojená armáda Lotyšů a Němců ale byla i tak nucena před lépe vyzbrojenou a početnější armádou bolševiků stále ustupovat. V nejzoufalejším okamžiku bylo v držení spojenců pouze přístavní město Liepāja a její blízké okolí. Spojenému vojsku Lotyšů a Němců se ale nakonec podařilo zastavit sovětský postup a stabilizovat frontu. V březnu spojenecká armáda Lotyšů a Němců přešla do protiútoku a postoupila až k městu Saldus. Generálu von der Goltz se podařilo zvítězit v dalších několika bitvách, dobýt Ventspils (hlavní přístav Kuronska) a začal bolševiky vytlačovat na východ. Rudá armáda byla nakonec téměř vytlačena z celého lotyšského území.

### Konec lotyšsko-německého spojenectví
Postupu spojených lotyšsko-německých vojsk využila německá šlechta a vyvolala v Liepāje puč. Převzala moc v prozatímní vládě a členové svržené lotyšské prozatímní vlády se zachránili pouze úprkem na parníku Saratow. Nově vzniklou vládou byl von der Goltz prohlášen za vrchního velitele ozbrojených sil a v nové pozici se mu dokonce podařilo dobýt Rigu. Nová vláda ale nezískala podporu žádného evropského státu ani místního obyvatelstva. Tím spojenectví Lotyšů s Němci definitivně skončilo.

### Bitva o Cēsis
Lotyšská prozatímní vláda v zoufalé situaci požádala o pomoc sousední Estonsko. Estonská vláda odpověděla vysláním 3. divize pod velením generála Ernsta Põddera. Němci mezitím dorazili k městu Cēsis na severu Lotyšska. Zde došlo k jedné z největších a nejdůležitějších bitev jak Lotyšské, tak i Estonské osvobozenecké války, která vešla do dějin jako bitva o Cēsis. Spojenecká vojska Lotyšska a Estonska dokázala porazit armádu generála von der Goltz spojenou s baltskou Zeměbranou generála Alfreda Fletchera. Zlomil se tak definitivně vývoj války ve prospěch vlád pobaltských států. Čtyři dny na to se Němci stáhli z Rigy. Do situace se diplomaticky vložily státy Dohody a vznesly požadavek na stažení německých jednotek z Pobaltí. Debakl u Cēsisu donutil Němce podepsat klid zbraní a předat zbytek území do lotyšských rukou.
S britskou podporou byly na území Estonska a Lotyšska vyhlášeny republiky. Zbytky německého Landeswehru byly dány pod velení Haroldu Alexandrovi a následně zcela rozpuštěny.